# 김미순
김미순(1970년 3월 15일~)은 대한민국의 양궁 선수이다. 2016년 제15회 리우데자네이루 장애인올림픽 양궁 여자 개인 컴파운드 오픈 동메달 및
2016년 제15회 리우데자네이루 장애인올림픽 양궁 혼성 컴파운드 오픈 동메달을 획득했다.